# Maria Guasch
Maria Guasch (Begues, 1983) és una escriptora catalana.
És llicenciada en Comunicació Audiovisual i combina la tasca de documentalista i guionista amb la vocació per l'ensenyament. El 2013 va publicar la seva primera novel·la, La neu fosa (El Toll), a la qual va seguir Olor de clor sota la roba (RBA-La Magrana), amb què va ser triada Nou Talent FNAC 2014. El 2017 Els fills de llacuna Park (L'Altra) va merèixer el Premi Núvol i el 2018 va obtenir el Premi de la Crítica Catalana.

## Obres
- La neu fosa. El Toll, 2013. ISBN 9788494015564
- Olor de clor sota la roba. RBA-La Magrana, 2014. ISBN 9788482647333
- Els fills de llacuna Park. L'Altra, 2017. ISBN 9788494655678
- Les petites vampires. L'Altra, 2024. ISBN 9788412833492